# شيان
شيان (الصينية المبسطة: 西安، البينيين: Xī'ān) هي عاصمة إقليم شنشي. مدينة شبه إقليمية تقع في سهل غوانزونغ في شمال غرب الصين، وهي واحدة من أقدم المدن في الصين، وأقدم عواصم المقاطعات وواحدة من العواصم الصينية الأربعة القديمة، وقد شغلت مركزا للعديد من السلالات الحاكمة في الصين، بما في ذلك تشو الغربية وتشين وهان الغربية وسوي وزو الشمالية وتانغ. المدينة هي نقطة الانطلاق على طريق الحرير وموطن مجموعة التراث العالمي لليونسكو «جيش التيراكوتا» للإمبراطور تشين شي هوانج.
منذ الثمانينيات، كجزء من النمو الاقتصادي للصين الداخلية وخاصة بالنسبة للمناطق الوسطى والشمالية الغربية، عادت شيان للظهور كمركز ثقافي وصناعي وسياسي وتعليمي للمنطقة الوسطى والشمالية الغربية بأكملها، مع العديد من المرافق للبحث والتطوير والأمن القومي واستكشاف الفضاء. تحمل شيان حاليًا وضع المقاطعات الفرعية، وتُدير 11 مقاطعة ومحافظتين. تعد المدينة ثالث أكثر المدن اكتظاظًا بالسكان في غرب الصين، والمدينتان الأخريان هما تشونغتشينغ وتشنغدو، بالإضافة إلى كونها المدينة الأكثر اكتظاظًا بالسكان في شمال غرب الصين. في عام 2020، تم تصنيف مدينة شيان على أنها مدينة بيتا (الدرجة الثانية العالمية) من التصنيف نصف السنوي لشبكة أبحاث المدن العالمية والعولمة، ووفقًا لترتيب الدولة الخاص بها، احتلت المرتبة 17.
تم تصنيف مدينة شيان ضمن أفضل 40 مدينة في العالم من خلال نتائج البحث العلمي وفقًا لمؤشر نيتشر ، وهي موطن للعديد من جامعات الصين المرموقة، بما في ذلك جامعة نورث وسترن بوليتكنيكال، وجامعة شيديان، وجامعة نورث ويست، وغيرها. والجدير بالذكر أن جامعة شيان جياوتونغ هي إحدى جامعات النخبة (C9 League)، ومركز تحالف الجامعات على طريق الحرير.

## التسمية
تعني كلمة «شيان» (西安) بالصينية «السلام الغربي». تم اعتماد الاسم في عام 1369 في عهد سلالة مينغ المبكرة. سجل المبشرون اليسوعيون اسمها كـ (Si-ngan) أو (Si-ngan-fou) من وضعها كمقر لإحدى المقاطعات (府, fǔ). هذا الشكل لا يزال يظهر في الاسم اللاتيني لأبرشية شيان الكاثوليكية. تمت كتابة الاسم لاحقًا بالحروف اللاتينية كـ (Hsi-an) بواسطة نظام ويد–جيلز، و (Sianfu) أو (Sian) من قبل نظام بينيين البريدي في تشينغ، وكلاهما كان شائعًا حتى التبني العام لنظام بينيين.
كانت منطقة شيان الحالية موقعًا للعديد من المدن الصينية السابقة المهمة. كانت عاصمة تشو الغربية هي المدينتان التوأم فنغ وهاوجينغ، والمعروفتان معًا باسم فنغهاو، وتقعان على الضفاف المقابلة لنهر فنغ عند التقائه بالضفة الجنوبية لنهر وي في الضواحي الغربية لمدينة شيان الحالية. أقيمت عاصمة تشين شيانيانغ شمال وي خلال حقبة الممالك المتحاربة وخلفتها عاصمة هان الغربية تشانغآن (長安)، والتي تعني «السلام الدائم»، والتي كانت تقع جنوب وي وتغطي المنطقة الوسطى من شيان الحالية. خلال فترة هان الشرقية، عُرفت مدينة تشانغآن أيضًا باسم شيجينغ (西京) أو «العاصمة الغربية»، نظرًا لموقعها في العاصمة الرئيسية لويانغ. تحت حكم سلالة سوي، أصبح اسمها داشينغ (大興) في 581 بعد الميلاد. تحت حكم سلالة تانغ تم تغيير الاسم إلى تشانغآن في عام 618. تحت حكم سلالة يوان المغولية (القرنان الثالث عشر والرابع عشر)، حملت سلسلة متعاقبة من الأسماء: فنغيوان (奉元)، أنكسي (安西، أي «الغرب السلمي»)، جينغ تشاو (京兆). تم تغيير اسم شيان مرة أخرى إلى شيجينغ («العاصمة الغربية»، على النحو الوارد أعلاه) بين عامي 1930 و 1943.

## تاريخ

### عصور ما قبل التاريخ
تتمتع مدينة شيان بتاريخ غني ومهم ثقافيًا. تم اكتشاف إنسان لانتيان في عام 1963 في مقاطعة لانتيان، على بعد 50 كم (31 ميل) جنوب شرق مدينة شيان، ويعود تاريخه إلى ما لا يقل عن 500.000 سنة قبل الوقت الحاضر. تم اكتشاف قرية بانبو من العصر الحجري الحديث عمرها 6500 عام في عام 1953 على المشارف الشرقية للمدينة، والتي تحتوي على بقايا العديد من المستوطنات النيوليتية المنظمة جيدًا والمُؤرّخة بالكربون المشع بين 5600-6700 قبل الحاضر. يعد الموقع الآن موطنًا لمتحف شيان بانبو، الذي تم بناؤه عام 1957 للحفاظ على المجموعة الأثرية.

### العصر القديم

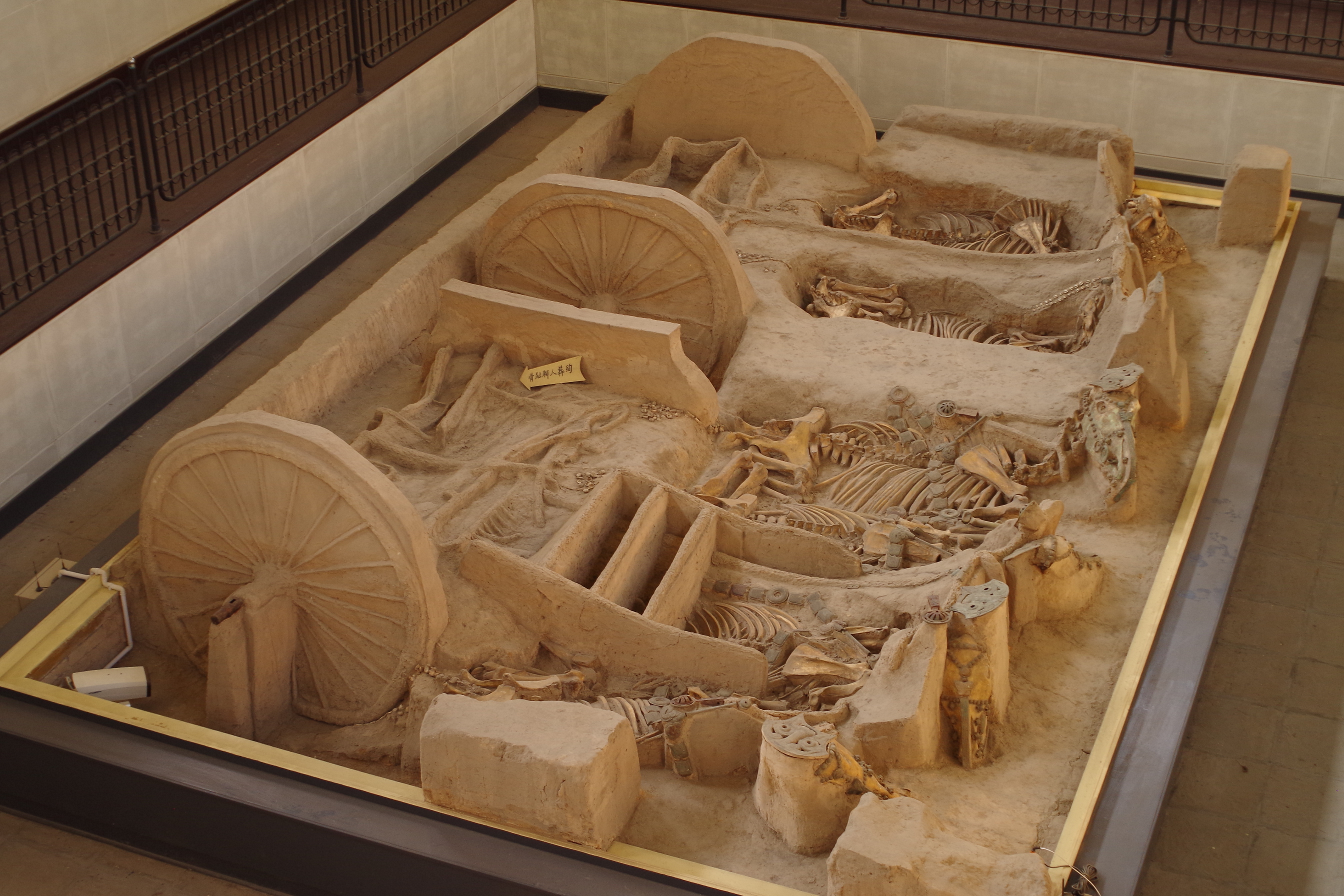
بقايا عربات وخيول في فنغهاو خلال فترة تشو الغربية (القرنين الحادي عشر والثامن قبل الميلاد)

أصبحت مدينة شيان مركزًا ثقافيًا وسياسيًا للصين في القرن الحادي عشر قبل الميلاد مع تأسيس أسرة تشو. تأسست عاصمة سلالة زو في المستوطنتين التوأمين فينجينغ (丰 京) وهاوجينغ، والمعروفتين معا باسم فنغهاو، وتقع جنوب غرب مدينة شيان المعاصرة. عُرفت المستوطنة أيضًا باسم تسونغ تشو (宗周) للإشارة إلى دورها كعاصمة للدول التابعة. في عام 738 قبل الميلاد، نقل ملك زو العاصمة إلى لويانغ بسبب الاضطرابات السياسية.

### العصر الإمبراطوري
بعد حقبة الممالك المتحاربة، تم توحيد الصين تحت حكم سلالة تشين (221-206 قبل الميلاد) لأول مرة، وعاصمتها تقع في شيانيانغ، شمال غرب مدينة شيان الحديثة. أمر الإمبراطور الأول للصين، تشين شي هوانج، ببناء جيش الطين وضريحه إلى الشرق من مدينة شيان مباشرة تقريبًا بعد صعوده إلى العرش.
في عام 202 قبل الميلاد، أسّس الإمبراطور المؤسس ليو بانغ من سلالة هان عاصمته في مقاطعة تشانغآن. تم بناء قصره الأول، قصر تشانغل (長樂宮، أي «السعادة الدائمة») عبر النهر من أنقاض عاصمة تشين. يعتبر هذا تقليديًا تاريخ تأسيس تشانغآن. بعد ذلك بعامين، بنى ليو بانغ قصر وييانغ (未央宮، أي «القصر الذي لا ينتهي») شمال مدينة شيان الحديثة. كان قصر وييانغ أكبر قصر تم بناؤه على وجه الأرض، حيث يغطي مساحة 4.8 كيلومتر مربع (1200 فدان)، وهو ما يعادل 6.7 أضعاف مساحة المدينة المحرمة الحالية و 11 ضعف مساحة مدينة الفاتيكان. بدأ بناء سور مدينة شيان الأصلي في عام 194 قبل الميلاد واستغرق 4 سنوات حتى يكتمل. عند الانتهاء، بلغ طول الجدار 25.7 كم (15.97 ميل) وسمكه من 12 إلى 16 م (39.37-52.49 قدمًا) في القاعدة، وغطى مساحة 36 كم 2 (13.90 ميل مربع). في عام 190، وسط الانتفاضات والتمردات التي سبقت حقبة الممالك الثلاث، قام أمير حرب قوي يُدعى دونغ تشو بنقل المحكمة من لويانغ إلى تشانغآن في محاولة لتجنب تحالف أمراء الحرب الأقوياء الآخرين ضده.
بعد عدة مئات من السنين من الاضطرابات، وحدت سلالة سوي الصين مرة أخرى في عام 582. أمر إمبراطور سوي ببناء عاصمة جديدة جنوب شرق عاصمة هان، تسمى داشينغ. كانت تتألف من ثلاثة أقسام: المدينة الإمبراطورية، وقسم القصر، والقسم المدني، بمساحة إجمالية تبلغ 84 كيلومتر مربع (32 ميل مربع) داخل أسوار المدينة. في ذلك الوقت، كانت أكبر مدينة في العالم. تم تغيير اسم المدينة إلى تشانغآن من قبل سلالة تانغ. في منتصف القرن السابع، بعد عودته من رحلة الحج إلى الهند، أنشأ الراهب البوذي تشيونتسانغ مركزًا لترجمة الكتب السنسكريتية المقدسة.
بدأ بناء معبد الإوز البري العملاق في 652. كان ارتفاع هذا الباغودا 64 مترًا (209.97 قدمًا)، وقد تم بناؤه لتخزين ترجمات السوترا البوذية التي حصل عليها تشيونتسانغ من الهند. في عام 707، بدأ بناء معبد الإوز البري الصغير. يبلغ ارتفاع هذا المعبد 45 مترًا (147.64 قدمًا) في وقت الانتهاء، وقد تم بناؤه لتخزين ترجمات السوترا البوذية بواسطة الرّاهب يجينغ. أدّى زلزال شانشي عام 1556 إلى تدمير البرج في النهاية وخفض ارتفاعه إلى 43.4 مترًا (142.39 قدمًا).
الشاهدة النسطورية هي لوحة تذكارية صينية ترجع لعهد سلالة تانغ، نُصبت عام 781 وتوثق 150 عامًا من المسيحية المبكرة في الصين. وهي كتلة من الحجر الجيري يبلغ ارتفاعها 279 سم وتحتوي على نصوص باللغتين الصينية والسريانية تصف وجود مجتمعات مسيحية في عدة مدن في شمال الصين. وتكشف عن أن الكنيسة المسيحية النسطورية الأولى قد لقيت اعتراف الإمبراطور تايزونج، وذلك بسبب المبشر المسيحي ألوبين عام 635.
دُمّرت مدينة تشانغآن في نهاية عهد سلالة تانغ عام 904. وأُجبر السكان على الانتقال إلى العاصمة الجديدة لويانغ. واستمر احتلال مساحة صغيرة فقط في المدينة بعد ذلك. خلال عهد سلالة مينج، تم بناء جدار جديد في عام 1370 ولا يزال سليما حتى يومنا هذا. يبلغ قياس الجدار 11.9 كم (7.4 ميل) في المحيط، وارتفاعه 12 مترًا (39.37 قدمًا)، وسمكه من 15 إلى 18 مترًا (49.21-59.06 قدمًا) عند القاعدة؛ كما تم بناء خندق خارج الجدران. مكّن الجدار الجديد والخندق المائي الجديد من حماية مدينة أصغر بكثير تبلغ مساحتها 12 كيلومترًا مربعًا (4.6 ميل مربع).

### العصر الحديث
في أكتوبر 1911، خلال ثورة شينهاي، اقتحم الثوار حصن مانشو في شيان. قُتل معظم سكان المدينة البالغ عددهم 20 ألف مانشو. انضم مسلمو الهوي في المدينة (المحمديون) إلى الثوار، على الرغم من أن مسلمي الهوي في شنشي وقانسو دعموا بشكل عام سلالة تشينغ. نجا بعض أثرياء مانشو من خلال فدية. استعبد الهان الصينيون الأثرياء فتيات المانشو، وقوات الهان الصينية الفقيرة استولت على شابات المانشو كزوجات. كما ربّى مسلمو الهوي فتيات المانشو على الإسلام.
في عام 1936، وقعت حادثة شيان داخل المدينة خلال الحرب الأهلية الصينية. دفع الحادث حزب الكومينتانغ والحزب الشيوعي الصيني إلى هدنة من أجل التركيز على القتال ضد الغزو الياباني.
في 11 مارس 1938، اندلعت معركة جوية لأول مرة فوق مدينة شيان حيث هاجمت طائرات سلاح الجو الإمبراطوري الياباني المدينة وشاركت فيها الطائرات المقاتلة التابعة للقوات الجوية الصينية I-15 بقيادة الملازم سين زيليو من المركز الخامس، مجموعة المطاردة، السرب السابع عشر. أثناء تعرض شنشي لهجمات جوية متكررة، كانت محصنة بشدة بوحدات من جيش الطريق الثامن؛ لم يتم الاستيلاء على مدينة شيان من قبل القوات اليابانية.
في 20 مايو 1949، استولى جيش التحرير الشعبي -الذي يسيطر عليه الشيوعيون- على مدينة شيان من قوة الكومينتانغ.
تصدرت مدينة شيان عناوين الصحف لكونها واحدة من العديد من المدن التي حدثت فيها مظاهرات الصين المناهضة لليابان عام 2012.

## جغرافيا

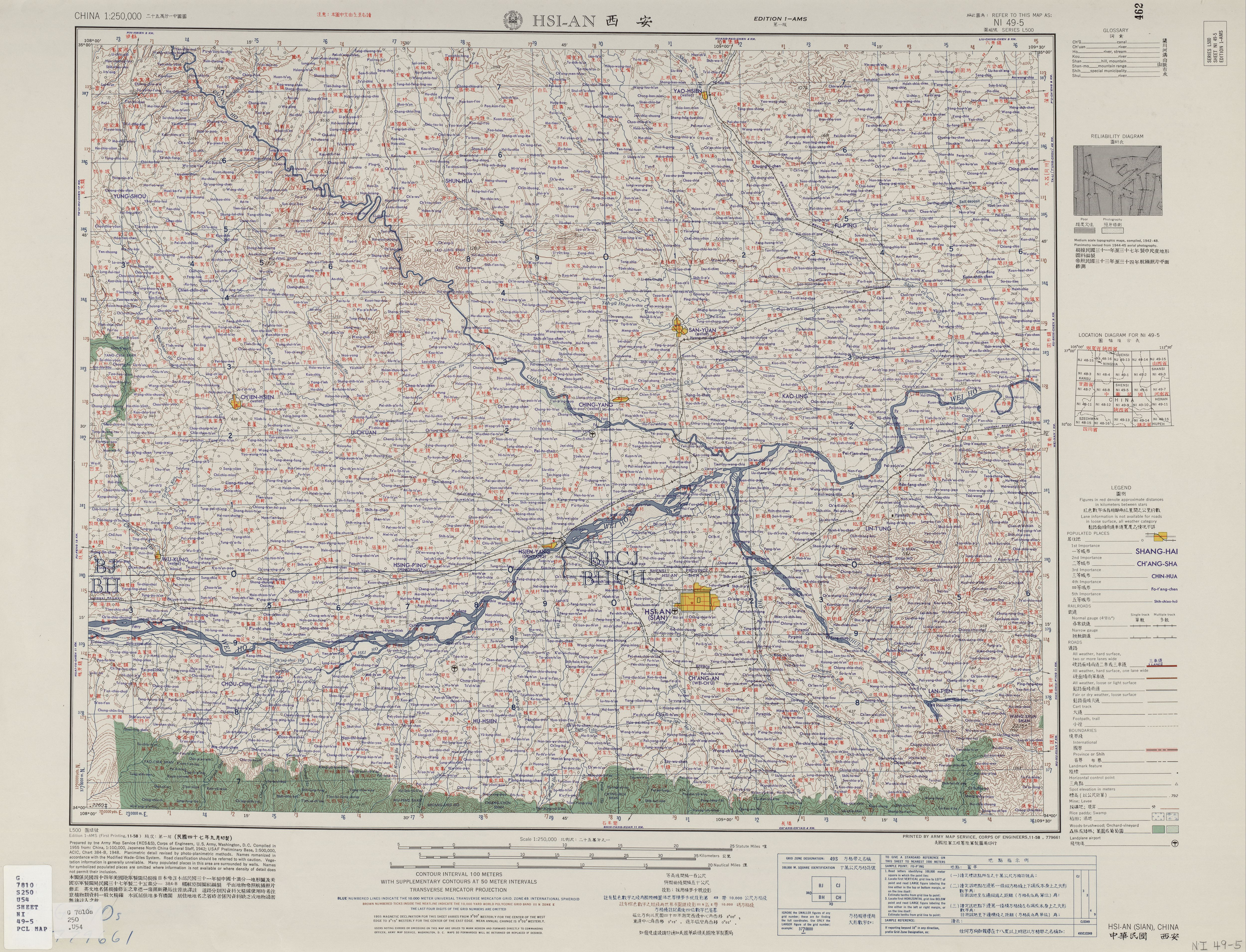
خريطة تضم مدينة شيان، 1955

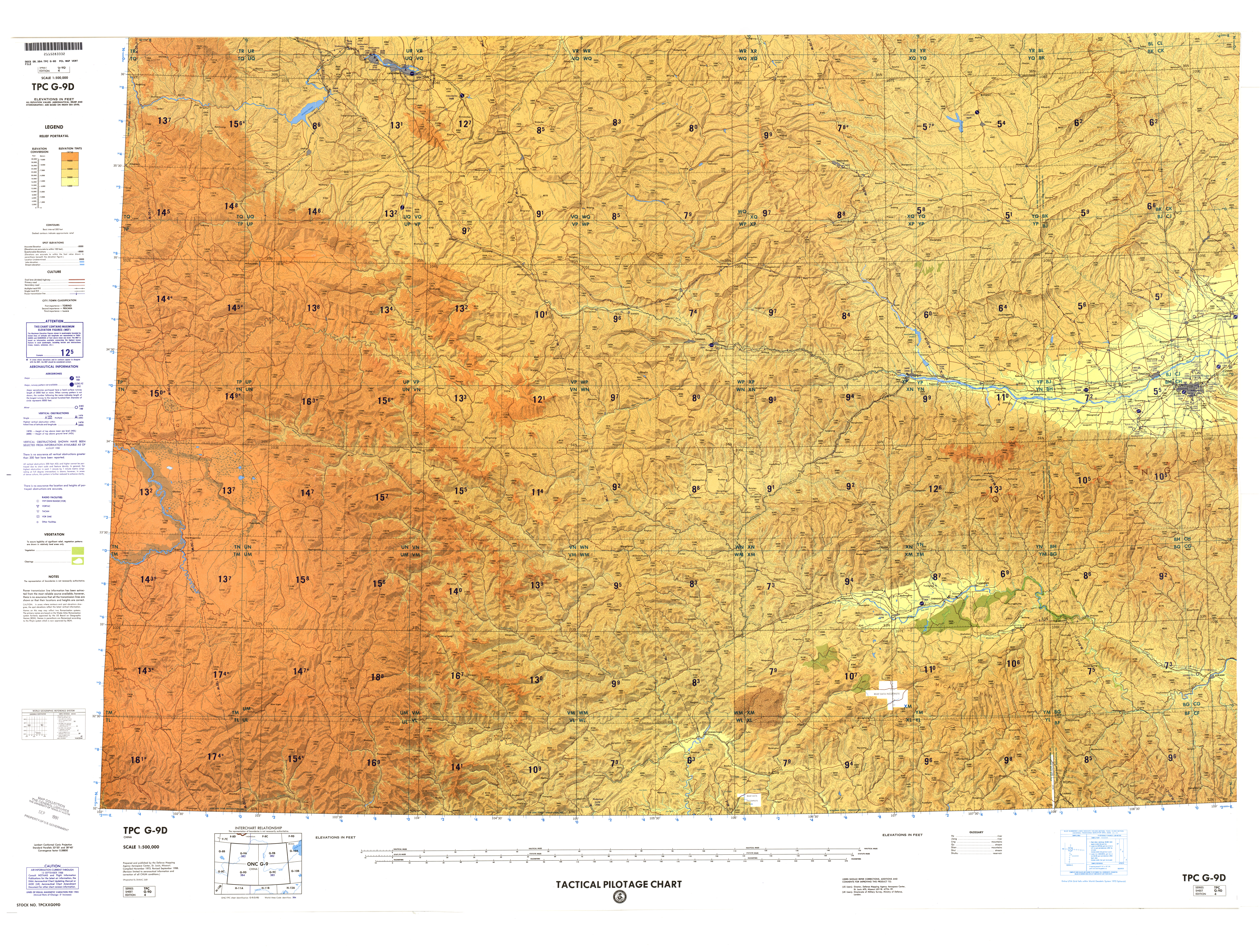
خريطة تضم مدينة شيان

تقع مدينة شيان في سهل غوانزونغ في الجزء الجنوبي الأوسط من مقاطعة شنشي، على سهل فيضي شكّلته الأنهار والجداول الثمانية المحيطة.
يحدّ المدينة الطرف الشمالي لجبال تشين (تشينلينغ) من الجنوب، وضفاف نهر وي من الشمال. هوا شان، أحد الجبال الطاوية المقدسة الخمسة، يقع على بعد 100 كيلومتر (62 ميل) شرق المدينة. وتقع هضبة اللوس إلى الشمال من المدينة.
في بداية عهد سلالة هان، نصح رئيس الوزراء تشانغ ليانغ الإمبراطور ليو بانغ باختيار غوانزونغ كعاصمة لسلالة هان: "سهل غوانزونغ، الذي يقع خلف ممر شياو وممر هانغو، يربط لونغ (قانسو) وشو (سيتشوان). توجد هنا أراضي تبلغ مساحتها آلاف الأميال غنية بالحصاد. تُعرف غوانزونغ أيضًا باسم "أمة السماء".

### المناخ
| مخطط المناخ شيان | مخطط المناخ شيان | مخطط المناخ شيان | مخطط المناخ شيان | مخطط المناخ شيان | مخطط المناخ شيان | مخطط المناخ شيان | مخطط المناخ شيان | مخطط المناخ شيان | مخطط المناخ شيان | مخطط المناخ شيان | مخطط المناخ شيان |
| --- | ---------------- | ---------------- | ---------------- | ---------------- | ---------------- | ---------------- | ---------------- | ---------------- | ---------------- | ---------------- | ---------------- |
| 01 | 02               | 03               | 04               | 05               | 06               | 07               | 08               | 09               | 10               | 11               | 12               |
| 6.9 5 -4 | 9.6 8 -1         | 29 14 4          | 43 21 10         | 60 26 14         | 54 31 19         | 99 32 22         | 71 31 21         | 92 25 16         | 60 20 10         | 24 12 3          | 5.8 6 -3         |
| متوسط درجة-الحرارة °س مجاميع الهطل مم |                  |                  |                  |                  |                  |                  |                  |                  |                  |                  |                  |
| بالوحدات الإنكليزية \| 01 \| 02 \| 03 \| 04 \| 05 \| 06 \| 07 \| 08 \| 09 \| 10 \| 11 \| 12 \| \| 0.3 41 25 \| 0.4 47 30 \| 1.1 57 38 \| 1.7 70 49 \| 2.4 79 58 \| 2.1 88 67 \| 3.9 90 71 \| 2.8 87 70 \| 3.6 78 61 \| 2.4 67 50 \| 0.9 54 37 \| 0.2 44 28 \| \| متوسط درجة-الحرارة °ف مجاميع الهطول ″ \| \| \| \| \| \| \| \| \| \| \| \| |                  |                  |                  |                  |                  |                  |                  |                  |                  |                  |                  |
| 01 | 02               | 03               | 04               | 05               | 06               | 07               | 08               | 09               | 10               | 11               | 12               |
| 0.3 41 25 | 0.4 47 30        | 1.1 57 38        | 1.7 70 49        | 2.4 79 58        | 2.1 88 67        | 3.9 90 71        | 2.8 87 70        | 3.6 78 61        | 2.4 67 50        | 0.9 54 37        | 0.2 44 28        |
| متوسط درجة-الحرارة °ف مجاميع الهطول ″ |                  |                  |                  |                  |                  |                  |                  |                  |                  |                  |                  |

تتمتع مدينة شيان بمناخ معتدل يتأثر بالرياح الموسمية في شرق آسيا، المصنفة تحت تصنيف كوبن للمناخ على أنها تقع على الحد الفاصل بين مناخ شبه قاحل (BSk) ومناخ رطب شبه مداري (Cwa). يتميز وادي نهر وي بالصيف الحار والرطب والشتاء البارد والشتاء الجاف والينابيع الجافة والخريف. يتم تسليم معظم هطول الأمطار السنوي من يوليو إلى أواخر أكتوبر. يتساقط الثلج أحيانًا في الشتاء ولكنه نادرًا ما يستقر لفترة طويلة. غالبًا ما تحدث العواصف الرملية خلال شهري مارس وأبريل حيث ترتفع درجة حرارة المدينة بسرعة. تشهد أشهر الصيف أيضًا عواصف رعدية متكررة ولكنها قصيرة. يتراوح متوسط درجة الحرارة الشهرية على مدار 24 ساعة من حول علامة التجمد في يناير إلى 27.0 درجة مئوية (80.6 درجة فهرنهايت) في يوليو، بمتوسط سنوي يبلغ 14.08 درجة مئوية (57.3 درجة فهرنهايت). مع نسبة سطوع الشمس المحتملة الشهرية التي تتراوح من 31 في المائة في ديسمبر إلى 47 في المائة في أغسطس، تتلقى المدينة 1536 ساعة من أشعة الشمس الساطعة سنويًا. تراوحت درجات الحرارة القصوى منذ عام 1951 من -20.6 درجة مئوية (−5 درجة فهرنهايت) في 11 يناير 1955، إلى 41.8 درجة مئوية (107 درجة فهرنهايت) في 21 يونيو 1998. وكان أعلى رقم قياسي بلغ 42.9 درجة مئوية (109 درجة فهرنهايت) مسجلة في محطة أخرى في 17 يونيو 2006.
| البيانات المناخية لـشيان (العادي 1981–2010، المتطرف1951–2013)     | البيانات المناخية لـشيان (العادي 1981–2010، المتطرف1951–2013) | البيانات المناخية لـشيان (العادي 1981–2010، المتطرف1951–2013) | البيانات المناخية لـشيان (العادي 1981–2010، المتطرف1951–2013) | البيانات المناخية لـشيان (العادي 1981–2010، المتطرف1951–2013) | البيانات المناخية لـشيان (العادي 1981–2010، المتطرف1951–2013) | البيانات المناخية لـشيان (العادي 1981–2010، المتطرف1951–2013) | البيانات المناخية لـشيان (العادي 1981–2010، المتطرف1951–2013) | البيانات المناخية لـشيان (العادي 1981–2010، المتطرف1951–2013) | البيانات المناخية لـشيان (العادي 1981–2010، المتطرف1951–2013) | البيانات المناخية لـشيان (العادي 1981–2010، المتطرف1951–2013) | البيانات المناخية لـشيان (العادي 1981–2010، المتطرف1951–2013) | البيانات المناخية لـشيان (العادي 1981–2010، المتطرف1951–2013) | البيانات المناخية لـشيان (العادي 1981–2010، المتطرف1951–2013) |
| الشهر                                                             | يناير                                                         | فبراير                                                        | مارس                                                          | أبريل                                                         | مايو                                                          | يونيو                                                         | يوليو                                                         | أغسطس                                                         | سبتمبر                                                        | أكتوبر                                                        | نوفمبر                                                        | ديسمبر                                                        | المعدل السنوي                                                 |
| ----------------------------------------------------------------- | ------------------------------------------------------------- | ------------------------------------------------------------- | ------------------------------------------------------------- | ------------------------------------------------------------- | ------------------------------------------------------------- | ------------------------------------------------------------- | ------------------------------------------------------------- | ------------------------------------------------------------- | ------------------------------------------------------------- | ------------------------------------------------------------- | ------------------------------------------------------------- | ------------------------------------------------------------- | ------------------------------------------------------------- |
| الدرجة القصوى °م (°ف)                                             | 17.0 (62.6)                                                   | 24.1 (75.4)                                                   | 31.3 (88.3)                                                   | 34.9 (94.8)                                                   | 38.6 (101.5)                                                  | 41.8 (107.2)                                                  | 41.0 (105.8)                                                  | 40.0 (104.0)                                                  | 38.5 (101.3)                                                  | 34.1 (93.4)                                                   | 24.5 (76.1)                                                   | 21.6 (70.9)                                                   | 41.8 (107.2)                                                  |
| متوسط درجة الحرارة الكبرى °م (°ف)                                 | 5.1 (41.2)                                                    | 8.9 (48.0)                                                    | 14.4 (57.9)                                                   | 21.5 (70.7)                                                   | 26.6 (79.9)                                                   | 31.4 (88.5)                                                   | 32.4 (90.3)                                                   | 30.3 (86.5)                                                   | 25.6 (78.1)                                                   | 19.3 (66.7)                                                   | 12.4 (54.3)                                                   | 6.3 (43.3)                                                    | 19.5 (67.1)                                                   |
| المتوسط اليومي °م (°ف)                                            | 0.3 (32.5)                                                    | 3.6 (38.5)                                                    | 8.7 (47.7)                                                    | 15.4 (59.7)                                                   | 20.5 (68.9)                                                   | 25.3 (77.5)                                                   | 27.0 (80.6)                                                   | 25.1 (77.2)                                                   | 20.3 (68.5)                                                   | 14.1 (57.4)                                                   | 7.2 (45.0)                                                    | 1.5 (34.7)                                                    | 14.1 (57.4)                                                   |
| متوسط درجة الحرارة الصغرى °م (°ف)                                 | −3.3 (26.1)                                                   | −0.4 (31.3)                                                   | 4.1 (39.4)                                                    | 10.3 (50.5)                                                   | 15.1 (59.2)                                                   | 19.9 (67.8)                                                   | 22.3 (72.1)                                                   | 21.0 (69.8)                                                   | 16.5 (61.7)                                                   | 10.2 (50.4)                                                   | 3.2 (37.8)                                                    | −2.2 (28.0)                                                   | 9.7 (49.5)                                                    |
| أدنى درجة حرارة °م (°ف)                                           | −20.6 (−5.1)                                                  | −18.7 (−1.7)                                                  | −7.6 (18.3)                                                   | −4 (25)                                                       | 3.5 (38.3)                                                    | 9.2 (48.6)                                                    | 15.1 (59.2)                                                   | 12.1 (53.8)                                                   | 4.8 (40.6)                                                    | −1.9 (28.6)                                                   | −16.8 (1.8)                                                   | −19.3 (−2.7)                                                  | −20.6 (−5.1)                                                  |
| الهطول مم (إنش)                                                   | 6.7 (0.26)                                                    | 9.8 (0.39)                                                    | 27.1 (1.07)                                                   | 37.5 (1.48)                                                   | 54.9 (2.16)                                                   | 64.5 (2.54)                                                   | 97.5 (3.84)                                                   | 78.6 (3.09)                                                   | 94.1 (3.70)                                                   | 61.7 (2.43)                                                   | 21.5 (0.85)                                                   | 7.3 (0.29)                                                    | 561.2 (22.1)                                                  |
| متوسط أيام هطول الأمطار (≥ 0.1 mm)                                | 3.4                                                           | 4.0                                                           | 6.4                                                           | 7.8                                                           | 8.2                                                           | 8.8                                                           | 9.9                                                           | 10.0                                                          | 11.6                                                          | 9.9                                                           | 5.5                                                           | 3.6                                                           | 89.1                                                          |
| متوسط الرطوبة النسبية (%)                                         | 65                                                            | 62                                                            | 64                                                            | 64                                                            | 65                                                            | 61                                                            | 68                                                            | 75                                                            | 77                                                            | 76                                                            | 73                                                            | 68                                                            | 68                                                            |
| ساعات سطوع الشمس الشهرية                                          | 88.4                                                          | 96.1                                                          | 116.6                                                         | 142.8                                                         | 169.5                                                         | 179.7                                                         | 181.1                                                         | 168.1                                                         | 121.0                                                         | 98.9                                                          | 92.4                                                          | 81.0                                                          | 1٬535٫6                                                       |
| نسبة وصول أشعة الشمس                                              | 32                                                            | 34                                                            | 33                                                            | 38                                                            | 40                                                            | 43                                                            | 44                                                            | 47                                                            | 34                                                            | 32                                                            | 32                                                            | 31                                                            | 37                                                            |
| المصدر: إدارة الأرصاد الجوية الصينية، درجات الحرارة القصوى الكُلية |                                                               |                                                               |                                                               |                                                               |                                                               |                                                               |                                                               |                                                               |                                                               |                                                               |                                                               |                                                               |                                                               |

## التركيبة السكانية

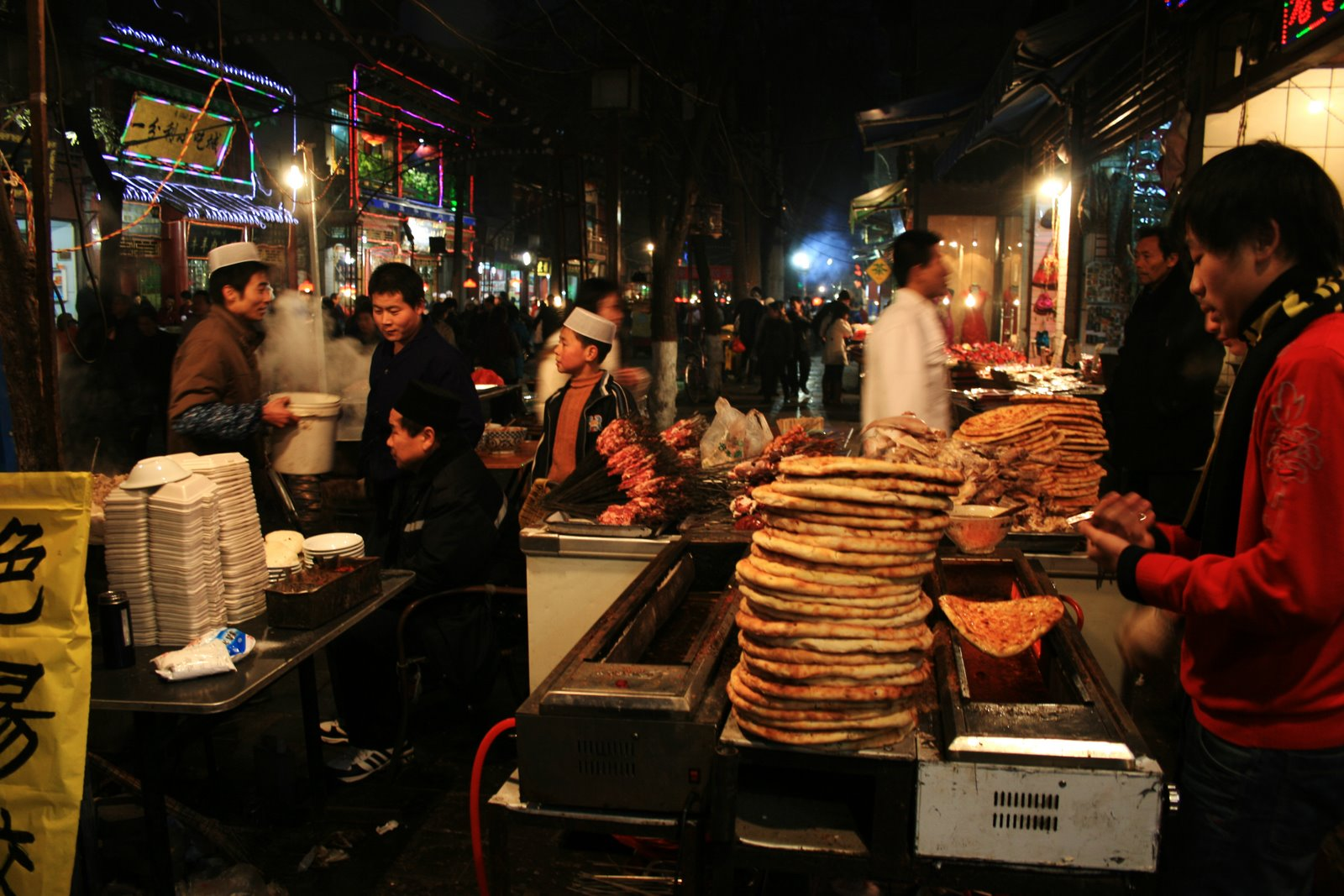
حي المسلمين في شيان

سنة 2010، كان يبلغ عدد سكان مدينة شيان 5.4 مليون نسمة. مقارنة ببيانات التعداد السكاني لعام 2007، فقد زاد عدد السكان بمقدار 1.4 مليون نسمة. 51.66% من السكان من الذكور، و 48.34% من الإناث. من بين مقاطعاتها، يانتا لديها أكبر عدد من السكان، حيث يبلغ عدد سكانها حوالي 1.08 مليون نسمة.
قدّرت منظمة التعاون الاقتصادي والتنمية المنطقة الحضرية لشيان بأن يبلغ عدد سكانها، اعتبارًا من عام 2010، 12.9 مليون نسمة،  منهم 5,740,000 في المناطق الحضرية.
| القسم            | المُقيمون الدائمون | المُقيمون الدائمون | المُقيمون الدائمون               | سكان هوكو |
| القسم            | المجموع           | النسبة المئوية    | الكثافة السكانية (الأفراد/كلم2) | سكان هوكو |
| ---------------- | ----------------- | ----------------- | ------------------------------- | --------- |
| مدينة شيان       | 8,467,837         | 100               | 838.66                          | 7,827,260 |
| مقاطعة تشينتشانغ | 589,739           | 6.96              | 19,574.51                       | 503,641   |
| مقاطعة بيلين     | 614,710           | 7.26              | 26,298.54                       | 732,494   |
| مقاطعة ليانهو    | 698,513           | 8.25              | 18,226.61                       | 640,911   |
| مقاطعة باقياو    | 595,124           | 7.03              | 1,833.97                        | 508,535   |
| مقاطعة وييانغ    | 806,811           | 9.53              | 3,051.39                        | 516,968   |
| مقاطعة يانتا     | 1,178,529         | 13.92             | 7,782.38                        | 793,103   |
| مقاطعة يانليانغ  | 278,604           | 3.29              | 1,139.26                        | 252,449   |
| مقاطعة لينتونغ   | 655,874           | 7.75              | 716.04                          | 697,586   |
| مقاطعة تشانغآن   | 1,083,285         | 12.79             | 681.94                          | 980,803   |
| مقاطعة غاولينغ   | 333,477           | 3.94              | 1,169.98                        | 294,507   |
| مقاطعة هويي      | 556,377           | 6.57              | 434.87                          | 597,071   |
| محافظة لانتيان   | 514,026           | 6.07              | 256.25                          | 643,605   |
| محافظة تشوتشي    | 562,768           | 6.65              | 191.08                          | 665,587   |

## التقسيمات الإدارية
تتمتع مدينة شيان شبه الإقليمية بسلطة مباشرة على 11 مقاطعة ومحافظتين:
| الخريطة | الخريطة          | الخريطة  | الخريطة      | الخريطة                   | الخريطة                                 | الخريطة       | الخريطة         | الخريطة   | الخريطة           | الخريطة   | الخريطة   |           |
| --- | ---------------- | -------- | ------------ | ------------------------- | --------------------------------------- | ------------- | --------------- | --------- | ----------------- | --------- | --------- | --------- |
| 1 مقاطعة تشينتشانغ 2 مقاطعة بيلين 3 مقاطعة ليانهو مقاطعة باقياو مقاطعة وييانغ مقاطعة يانتا مقاطعة يانليانغ مقاطعة لينتونغ مقاطعة تشانغآن محافظة لانتيان محافظة تشوتشي مقاطعة هويي مقاطعة غاولينغ مقاطعة تشينتشانغ 1. مقاطعة بيلين 2. مقاطعة ليانهو 3. |                  |          |              |                           |                                         |               |                 |           |                   |           |           |           |
| رمز التقسيم | بالإنجليزية      | بالصينية | بنظام بينيين | المساحة بالكيلومتر المربع | المقعد                                  | الرمز البريدي | التقسيمات       | التقسيمات | التقسيمات         | التقسيمات | التقسيمات | التقسيمات |
| رمز التقسيم | بالإنجليزية      | بالصينية | بنظام بينيين | المساحة بالكيلومتر المربع | المقعد                                  | الرمز البريدي | المناطق الفرعية | البلدات   | المجتمعات السكنية | القُرى     |           |           |
| 610100 | شيان             | 西安市   | Xī'ān Shì    | 10,096.81                 | مقاطعة وييانغ                           | 710000        | 113             | 55        | 766               | 2984      |           |           |
| 610102 | مقاطعة تشينتشانغ | 新城区   | Xīnchéng Qū  | 30.13                     | Xiyi Road Subdistrict (西一路街道)      | 710000        | 9               |           | 105               |           |           |           |
| 610103 | مقاطعة بيلين     | 碑林区   | Bēilín Qū    | 23.37                     | Zhangjiacun Subdistrict (张家村街道)    | 710000        | 8               |           | 100               |           |           |           |
| 610104 | مقاطعة ليانهو    | 莲湖区   | Liánhú Qū    | 38.32                     | Beiyuanmen Subdistrict (北院门街道)     | 710000        | 9               |           | 127               | 5         |           |           |
| 610111 | مقاطعة باقياو    | 灞桥区   | Bàqiáo Qū    | 324.50                    | Fangzhicheng Subdistrict (纺织城街道)   | 710000        | 9               |           | 40                | 223       |           |           |
| 610112 | مقاطعة وييانغ    | 未央区   | Wèiyāng Qū   | 264.41                    | Zhangjiabao Subdistrict (张家堡街道)    | 710000        | 12              |           | 114               | 147       |           |           |
| 610113 | مقاطعة يانتا     | 雁塔区   | Yàntǎ Qū     | 151.45                    | Xiaozhai Road Subdistrict (小寨路街道)  | 710000        | 8               |           | 123               | 84        |           |           |
| 610114 | مقاطعة يانليانغ  | 阎良区   | Yánliáng Qū  | 244.55                    | Fenghuang Road Subdistrict (凤凰路街道) | 710089        | 5               | 2         | 23                | 80        |           |           |
| 610115 | مقاطعة لينتونغ   | 临潼区   | Líntóng Qū   | 915.97                    | Lishan Subdistrict (骊山街道)           | 710600        | 23              |           | 36                | 284       |           |           |
| 610116 | مقاطعة تشانغآن   | 长安区   | Cháng'ān Qū  | 1,588.53                  | Weiqu Subdistrict (韦曲街道)            | 710100        | 25              |           | 47                | 659       |           |           |
| 610117 | مقاطعة غاولينغ   | 高陵区   | Gāolíng Qū   | 285.03                    | Luyuan Subdistrict (鹿苑街道)           | 710200        | 3               | 3         | 8                 | 88        |           |           |
| 610118 | مقاطعة هويي      | 鄠邑区   | Hùyì Qū      | 1,279.42                  | Ganting Subdistrict (甘亭街道)          | 710300        | 1               | 13        | 21                | 518       |           |           |
| 610122 | محافظة لانتيان   | 蓝田县   | Lántián Xiàn | 2,005.95                  | Languan Subdistrict (蓝关街道)          | 710500        | 1               | 18        | 8                 | 520       |           |           |
| 610124 | محافظة تشوتشي    | 周至县   | Zhōuzhì Xiàn | 2,945.20                  | Erqu Subdistrict (二曲街道)             | 710400        | 1               | 19        | 14                | 376       |           |           |

## وسائل النقل
يوجد في مدينة شيان العديد من المناطق التي يسهل الوصول إليها سيرًا على الأقدام. في العديد من المناطق التجارية والسكنية والتعليمية في المدينة، وخاصة في مناطق التسوق والترفيه حول برج الجرس، تم بناء الأنفاق والجسور العلوية من أجل سلامة وراحة المشاة.
بدأت شبكة لتقاسم ركوب الدراجات في العمل في مدينة شيان اعتبارًا من عام 2013 ولديها اليوم 52.000 دراجة، يستخدمها أكثر من 200.000 شخص يوميًا. تتعدد خدمات سيارات الأجرة، ولكن لا يزال العديد من مواطني مدينة شيان ينتقلون للعمل باستخدام طرق الحافلات البلدية الرسمية البالغ عددها 270 في المدينة والتي يخدمها أسطول يضم أكثر من 7800 حافلة، بمتوسط عدد ركاب على مستوى النظام يزيد عن 4 ملايين شخص يوميًا. تكمل شبكة الحافلات نظام مترو أنفاق سريع التوسع ينقل أكثر من 1.5 مليون مسافر يوميًا. هناك أكثر من مليوني سيارة مسجلة في مدينة شيان. إن العدد المتزايد للسيارات الشخصية يؤدي إلى الاختناقات المرورية، وهي مشكلة حضرية شائعة.

### المترو
الخط 2، الذي يمر عبر المدينة من الشمال (محطة السكك الحديدية الشمالية) إلى الجنوب (Weiqu Nan)، كان أول خط تم افتتاحه للعامة في 16 سبتمبر 2011. بدأت العمليات في 28 سبتمبر 2011. يبلغ طول هذا الخط 19.9 كيلومترًا (12.4 ميلاً) مع 17 محطة. افتتح الخط 1 في 15 سبتمبر 2013. كخط سكة حديد من الغرب إلى الشرق، تربط 19 محطة بهويزاي وفانغ تشيتشنغ. يمتد الخط 3 من الشمال الشرقي (Baoshuiqu) إلى الجنوب الغربي (Yuhuazhai) وافتتح في 8 نوفمبر 2016. الخط 4، الذي يوازي بشكل أساسي الخط 2 في الشرق باستثناء الأجزاء الشمالية، يمتد من الساحة الشمالية لمحطة السكك الحديدية الشمالية [Beikezhan (Beiguangchang)] إلى الجنوب (Hangtianxincheng) وكان متاحًا للعامة في 26 ديسمبر 2018. تم افتتاح الخط الخامس في 28 ديسمبر 2020. يبلغ طول هذا الخط 41.6 كيلومترًا ويحتوي على 31 محطة من ماتنغكونغ إلى تشوانغ شينغانغ.
يغطي نظام مترو الأنفاق بعضًا من أشهر المعالم السياحية، مثل متحف بانبو (محطة بانبو، الخط 1)، وبرج بيل آند درام (الخط 2)، وتحصينات شيان (الخط 2)، ومعبد الإوز البري العملاق (الخط 3 والخط 4)، ومتنزه دامينغونغ الوطنية للتراث (الخط 4)، ومتحف شنشي للتاريخ (الخط 2 و 3 و 4)، إلخ.
وقت مغادرة المترو الأول للخط 1 و 2 و 3 و 4 هو 6:00، وآخر وقت مغادرة مترو للخط 3 و 4 هو 23:00، والخط 1 هو 23:30، وللخط 2 هو 23:50.
في 30 ديسمبر 2008، وقع حريق تم إخماده خلال ساعة وتم إجلاء جميع العمال بسلام. بعد ستة وستين ساعة، في 2 يناير، اندلع حريق آخر في محطة أخرى على الخط 2.

### السكة الحديدية
محطة سكة حديد شيان، الواقعة شمال مدينة شيان المسورة، هي واحدة من ثماني محطات السكك الحديدية الوطنية الرئيسية، والمحور الرئيسي للنقل بالسكك الحديدية في مقاطعة شنشي. محطة سكة حديد شمال شيان الجديدة، التي تقع على بعد أميال قليلة إلى الشمال، هي محطة القطارات عالية السرعة لسكة حديد تشنغتشو-شيان عالية السرعة. مع 34 رصيفًا، تعد أكبر محطة سكة حديد في شمال غرب الصين. بدأ بناء المحطة في 19 سبتمبر 2008. افتتحت المحطة في 11 يناير 2011. اعتبارًا من مايو 2012، لا تخدم محطة شمال شيان إلا القطارات السريعة (G-series و D-series) التي تعمل على سكة حديد تشنغتشو-شيان عالية السرعة؛ واحد منهم يستمر جنوبا إلى هانكو. تشمل المحطات الأخرى في المدينة محطات شيان الغربية وشيان الشرقية وشيان الجنوبية وسان مينكون وفانجي تشينغ.
تغطي محطة سكة حديد شيان مساحة 597,000 متر مربع (6,430,000 قدم مربع)، بها 5 منصات ركاب، و 24 مسارًا. يقدم 112 خدمة إلى 80.000 شخص يوميًا. من بين الوجهات التي تخدمها القطارات المباشرة من شيان بكين وتشنغتشو ولانتشو وباوجي وجبل هوا. تشغل سي آر إتش 2 الآن خدمات سريعة من شيان إلى باوجي وشيان إلى تشنغتشو؛ مع إجمالي وقت تشغيل إلى باوجي أقل من 90 دقيقة، وساعتين إلى تشنغتشو. تخدم سكة حديد تشنغتشو-شيان عالية السرعة أيضًا مدينة شيان. بدأت أعمال البناء في 25 سبتمبر 2005، وافتتح خط السكة الحديد للخدمة في 6 فبراير 2010. جعلت السكك الحديدية الخدمة الجوية بين تشنغتشو وشيان غير قادرة على المنافسة. تم تعليق جميع رحلات الركاب بين المدينتين في غضون 48 يومًا من بدء خدمة السكك الحديدية عالية السرعة العادية.

### النقل الجوي
مطار شيان شيانيانغ الدولي (رمز المطار: XIY) هو المطار الرئيسي الذي يخدم المدينة وهو أكبر مطار في الجزء الشمالي الغربي من الصين. يقع على بعد 25 ميلاً شمال غرب وسط مدينة شيان، و 8 أميال شمال شرق مركز شيانيانغ. خطوط شرق الصين الجوية وخطوط هاينان الجوية وخطوط جنوب الصين الجوية هي شركات الطيران الرئيسية التي تستخدم المطار. تم افتتاح المبنى رقم 3 والمدرج الثاني في 3 مايو 2012.
بخلاف الارتباط بمعظم المدن الصينية، يوجد بالمطار أيضًا رحلات إلى العديد من المدن الآسيوية الكبرى. ومع ذلك، كانت إحدى الحوادث في عام 1994، عندما تحطمت رحلة الخطوط الجوية الصينية الشمالية الغربية 2303 في الجو وتحطمت بالقرب من مدينة شيان، في طريقها إلى غوانزو من شيان. كان خطأ الصيانة هو المسؤول. وتوفي كل من كانوا على متنها وعددهم 160 شخصا. اعتبارًا من عام 2016، لا يزال أكثر حادث تحطم للطائرة فتكًا يحدث في بر الصين الرئيسي.

## الثقافة والدين

### فنانون مقيمون
شيان هي موطن لنجوم صينيين معاصرين مثل شو وي وتشانغ تشو وتشنغ جون.

### مطبخ شيان
(Yangrou paomo) هو طبق مشهور في شيان، عبارة عن خبز مسطح منقوع في حساء لحم الضأن.
(Liang pi) هي نودلز الأرز تُقدّم باردة مع الخل وزيت الفلفل الحار.
(Biangbiang mian) المعروفة أيضًا باسم (youpo chemian)، عبارة عن نودلز سميكة وطويلة يتم سحبها يدويًا، وتقدم عادةً مع الفلفل الأحمر الحار.

### الديانة الصينية التقليدية والطاوية
الديانات الأكثر نفوذاً في مدينة شيآن هي الديانة الشعبية الصينية والمدارس الطاوية، ممثلة بالعديد من المعابد الرئيسية والثانوية. من بينها معبد إله المدينة، الذي أعيد بناؤه بالكامل في عام 2010، ومعبد كونفوشيوس.

### المسيحية
كان أول مبشر مسيحي مسجل في الصين هو ألوبين، وهو متحدث باللغة السريانية، وصل إلى مدينة شيان (المعروفة آنذاك باسم تشانغآن) في عام 635 على طول طريق الحرير. الشاهدة النسطورية، الموجودة الآن في متحف بيلين في شيان، هي شاهدة صينية تعود لعهد سلالة تانغ أقيمت عام 781، وتُوثّق 150 عامًا من المسيحية المبكرة في الصين بعد ألوبين. وهي عبارة عن كتلة من الحجر الجيري يبلغ ارتفاعها 279 سم (110 بوصات) وتحتوي على نص باللغتين الصينية والسريانية يصف وجود مجتمعات مسيحية في عدة مدن في شمال الصين. معبد داكين، معبد بوذي في محافظة زوزهي بمدينة شيان، تم اقتراحه في الأصل على أنه كنيسة نسطورية مسيحية من عهد سلالة تانغ.
كان المبشرون المعمدانيون من إنجلترا يديرون مستشفى في مدينة شيان. في عام 1892، أسّس آرثر جوستيك شوروك وموير دنكان مهمة سيانفو في مدينة شيان الحالية.

### الإسلام
يوجد في مدينة شيان جالية مسلمة كبيرة، والغالبية العظمى من جماعة هوي، وهناك ما يقدر بنحو 50.000 من مسلمي الهوي في شيان. هناك سبعة مساجد في مدينة شيان أشهرها المسجد الكبير.

## الاقتصاد

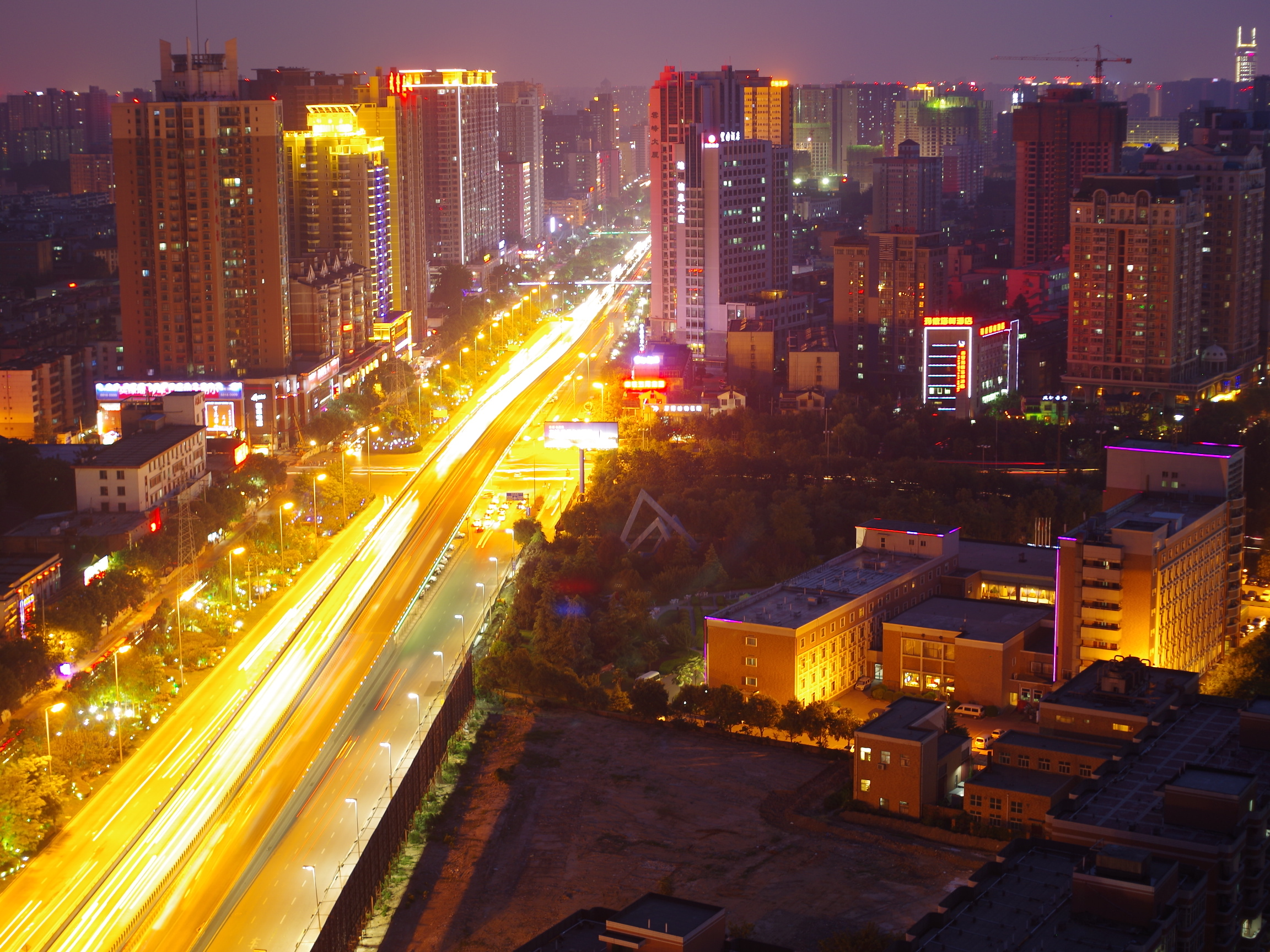
الطريق الدائري الثاني في شيان

كجزء من سياسة التنمية الغربية الصينية، أصبحت شيان هدفا رئيسيا للانتباه المتسارع. من عام 1997 إلى عام 2006، ارتفعت قيمة الإنتاج الصناعي لصناعة الخدمات الصناعية بمتوسط معدل سنوي قدره 13 في المائة، مقارنة بصناعات الخدمات التقليدية بنسبة 0.74 في المائة، مما يمثل نموا من 8.113 مليار دولار أمريكي إلى 25.85 مليار دولار أمريكي. شيان هي أكبر اقتصاد في مقاطعة شنشي، مع إجمالي الناتج المحلي 324.1 مليار يوان في عام 2010. في المتوسط، تزيد هذه القيمة بنسبة 14.5 في المائة سنويا، وتمثل حوالي 41.8 في المائة من إجمالي الناتج المحلي لشركة شنشي. أنشأت ثمانية وخمسون دولة على الأقل أكثر من 2560 شركة في شيان، بما في ذلك تسعة عشر من شركات فورتشين 500. وتشمل إيه بي بي وباناسونيك وتوشيبا وميتسوبيشي وفوجيتسو وكوكا كولا وبوينغ.
تشمل الصناعات الهامة تصنيع المعدات والسياحة وخدمات التعهيد. كان لصناعة التصنيع إنتاجا سنويا من 36.5 مليار يوان، وهو ما يمثل 44.5 في المائة من إجمالي المدينة. علاوة على ذلك، كواحدة من العواصم الأربعة القديمة الأربعة، توجد العديد من المواقع الثقافية في شيان، بما في ذلك جيش الطين، وجدار مدينة شيان، ومعبد فايمان، تجعل السياحة صناعة مهمة أيضا. في عام 2010، قام 52 مليون سائح محلي بزيارة شيان، ما أدّى لإيرادات إجمالية قدرها 40.52 مليار يوان. في المتوسط، تزداد الإيرادات بنسبة 36.4 في المائة سنويا، وزيادة أرباح النقد الأجنبي (530 مليون في عام 2009) بحوالي 35.8 في المائة.
شيان هي أيضا واحدة من أول مدن الاستعانة بمصادر خارجية للخدمة في الصين، مع أكثر من 800 شركة في هذه الصناعة. تجاوزت قيمة إخراج المدينة من هذا القطاع 23 مليار يوان في عام 2008. تضاعفت العمالة في هذا القطاع من عام 1997 إلى عام 2006، من قاعدة قدرها 60,000، وتضاعفت استشارة تقنية المعلومات أيضا من 16.000 إلى 32.000. نتيجة لأهمية صناعة تعهيد البرامج، كانت المدينة المخطط لها بناء برمجيات مدينة جديدة، والتي من المقرر أن تكتمل في عام 2015 بمبلغ 30 مليار رنمينبي استثمار. تشمل السلع الصادرات الرئيسية الأخرى معدات الإضاءة وأجزاء السيارات، في حين أن سلع استيرادها الرئيسية هي المنتجات الميكانيكية والكهربائية. دوليا، أكبر شريك تجاري في شيان هو الولايات المتحدة.

### البرمجيات والصناعات التكنولوجية

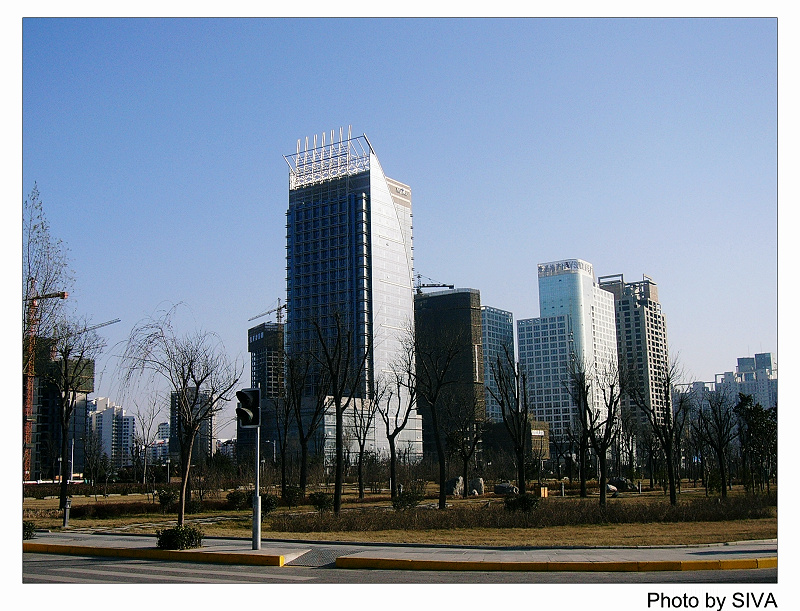
منطقة تطوير الصناعات عالية التقنية في شيان

المنطقة الصناعية الكبرى في شيان هي منطقة شيان الاقتصادية والتكنولوجية. وكان مكب جيانغكونغو في شيان أكبر موقع للمكب في الصين قبل إغلاقه في عام 2019.
كما يدعم الاقتصاد المتنامي في المدينة تطوير صناعة البرمجيات، والمدينة هي رائدة في صناعة البرمجيات في الصين. اجتذب منتزه شيان البرمجيات داخل منطقة تطوير الصناعات عالية التقنية في شيان أكثر من 1,085 شركة و 10.6000 موظف اعتبارا من عام 2012. توصف شيان بأنها تتضمّن «مجموعة كبيرة من الموارد البشرية الرخيصة من 100 جامعة في المنطقة، فقد تزيد عن ارتفاع حوالي 3000 خريج كمبيوتر كل عام، كل منها كسب ما يقرب من 120 دولار شهريا نصف الأجور الوظيفة المكافئة في بكين.»

### صناعة الطيران
في نوفمبر 2006، أقامت شيان ومؤسسة شيان للعلوم والتكنولوجيا الفيروسية الصينية قاعدة صناعية شيان للعلوم والتقنية الصناعية. من تأسيسها، ركزت القاعدة على تطوير صناعة الفضاء المدني، بما في ذلك تصنيع المعدات والبرامج وخدمات التعهيد، والمواد الجديدة والألواح الضوئية الشمسية.
بصرف النظر عن المنطقة الأساسية، ستغطي القاعدة شيان ومنطقة غوانزونغ، ومنطقة التوسع ستصل إلى أجزاء أخرى من شمال غرب الصين وجنوب غرب الصين. من المتوقع أنه بحلول عام 2012، يمكن أن يصل إجمالي إنتاج الصناعة إلى 2.8 مليار دولار أمريكي، بحوالي 10 إلى 20 منتجا للعلامة التجارية مع حقوق الملكية الفكرية، و 5 إلى 8 منتجات مع القدرة التنافسية العالمية.
في عام 2008، بعد إطلاق مركز الطيران الأولي في شنغهاي، تقوم جمهورية الصين الشعبية بإنشاء مركز آخر للفضاء المدني في مقاطعة شنشي.. وافقت لجنة تنمية وإصلاح الدولة على تخطيط قاعدة شيان الوطنية المدنية للفضاء الصناعي في 26 ديسمبر 2007. ستركز القاعدة الوطنية للفضاء المدني للفضاء في شيان، التي حددت لتغطية 23 كـم2 (8.9 ميل2)، على تطوير الأقمار الصناعية والمواد الجديدة والطاقات والتكنولوجيات الأخرى للتطبيقات المدنية.

## التعليم

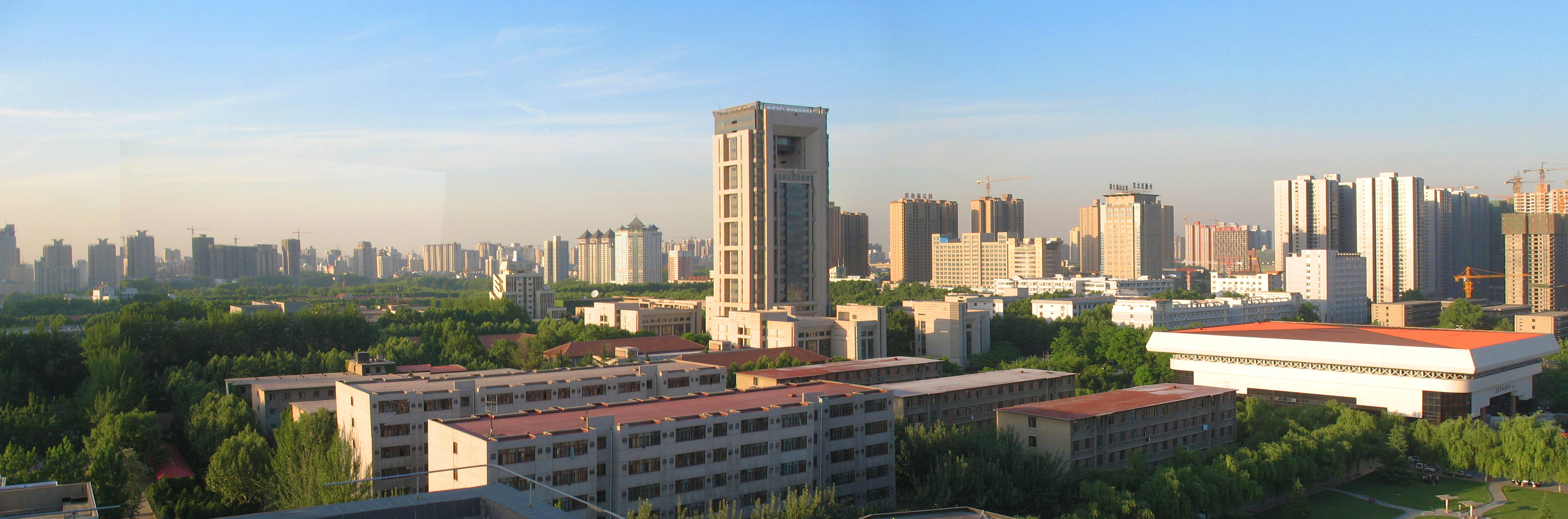
جامعة شيان جياوتونغ

هناك ما مجموعه 60 جامعة في المدينة، وتعتبر جامعة شيان جياوتونغ أشهرها، والتي كانت في المرتبة 290 في جميع أنحاء العالم.
استضافت المدينة أيضا معرض البستنة العالمي لعام 2011.

## السياحة
بسبب العديد من الآثار التاريخية للمدينة وكثير من الأطلال القديمة والمقابر في المنطقة المجاورة، تعتبر السياحة مكونا مهما في الاقتصاد المحلي، ومنطقة شيان هي واحدة من الوجهات السياحية الأكثر شعبية في الصين.
تتمتع المدينة بالعديد من المواقع التاريخية المهمة، وبعضها مشاريع أثرية مستمرة، مثل ضريح تشين شي هوانغ وجيش الطين. هناك العديد من المدافن، ومقابر ملوك سلالة زو تقع في المدينة. تحتوي شيان أيضا على حوالي 800 ضريح ملكي ومقابر من سلالة هان، وتتمتع المدينة بالعديد من المعابد التي ترجع لسلالة تانغ.

## العلاقات الدولية
لشيان اتفاقيات توأمة مع كل من:
| - نارا، محافظة نارا، اليابان (1974) - كيوتو، اليابان (1974) - إدنبرة، اسكتلندا، المملكة المتحدة (1985) - بو، البرانس الأطلسية، أقطانية، فرنسا (1986) - كانساس سيتي، ميزوري، الولايات المتحدة (1989) - أصفهان، إيران (1989) - دورتموند، شمال الراين-وستفاليا، ألمانيا (1991) - لاهور، باكستان (1992) - فوناباشي، محافظة تشيبا، اليابان (1994) - ياش، رومانيا (1994) | - دنيبرو، أوكرانيا (1995) - إسطنبول، تركيا (1996) - كاتماندو، نيبال (1996) - برازيليا، البرازيل (1997) - القاهرة، مصر (1997) - مدينة كيبك، كيبك، كندا (2001) - قرطبة، الأرجنتين (2006) - بومبي، كامبانيا، إيطاليا (2007) - أثينا، اليونان - كالاماتا، اليونان (2009) | - برمنغهام، المملكة المتحدة - كوسكو، البيرو - سمرقند، أوزبكستان - ماري، تركمانستان (2014) - ملبورن، تسمانيا، أستراليا (2015) - غيومري، أرمينيا (2013) - تاوبو ‏، نيوزيلندا - خرونينغن، هولندا (2011) - جورج تاون، بينانق، ماليزيا (2014) - كوتا كينابالو، صباح، ماليزيا (2019) |

## أعلام
- تشين شي هوانج
- سي ياجي
- لو ياو
- زانج ييمو
- محمود محيطي
- قوه ونجيون
- جون بيرش
- تشينغ سيساي
- الإمبراطور غاوزونغ من تانغ
- قو جي

### المعلومات الكاملة للمراجع
- Du Halde, Jean-Baptiste (1736), Description Géographique, Historique, Chronologique, Politique, et Physique de l'Empire de la Chine et de la Tartarie Chinoise [A Geographical, Historical, Chronological, Political, and Physical Description of the Empire of China and Chinese Tartary] (بالفرنسية), The Hague: H. Scheurleer, Archived from the original on 2022-08-11.
- Du Halde، Jean-Baptiste (1741)، Brookes، Richard (المحرر)، The General History of China (ط. 3rd)، London: J. Watts، مؤرشف من الأصل في 2022-07-06.
- Heng Chye Kiang (1999)، Cities of Aristocrats and Bureaucrats: The Development of Medieval Chinese Cityscapes، Singapore: Singapore University Press، ISBN:978-9971-69-223-0، مؤرشف من الأصل في 2022-05-31.
- Stanford، Edward (1917)، Complete Atlas of China (ط. 2nd)، London: China Inland Mission، مؤرشف من الأصل في 2022-07-06.
- Woo، J.K. (1964)، "A Newly Discovered Mandible of the Sinanthropus Type: Sinanthropus Lantianensis"، Scientia Sinica، ج. 13، ص. 801–811، PMID:14170540.